# Pierina Correa
Pierina Sara Mercedes Correa Delgado (Guayaquil, 30 de mayo de 1961) es una arquitecta, expolítica y exdirigente deportiva ecuatoriana, hermana del expresidente del Ecuador Rafael Correa. Fue asambleísta nacional por el Movimiento Revolución Ciudadana, desde noviembre de 2023 hasta mayo de 2025. Tuvo el mismo cargo por la Alianza UNES, entre mayo de 2021 y mayo de 2023.

## Biografía
Pierina Sara Mercedes Correa Delgado nació el 30 de mayo de 1961, en la ciudad ecuatoriana de Guayaquil. Su padre fue Rafael Correa Icaza, nacido en la provincia de Los Ríos el 23 de marzo de 1935. Su madre es Norma Delgado Rendón, también proveniente del cantón Vinces (Los Ríos), nacida el 1 de septiembre de 1939. Sus padres tuvieron tres hijos más: Fabricio, Rafael y Bernarda Correa.  
Se graduó en 2002 como arquitecta en la Universidad Católica de Santiago de Guayaquil, además posee una maestría en Alto Rendimiento Deportivo por la Universidad Católica San Antonio de Murcia y el Comité Olímpico Español.

## Carrera política
En 2009 fue candidata para la Prefectura del Guayas por el Movimiento Alianza País, sin embargo no logra quedar electa. En 2019 fue candidata a la Prefectura del Guayas por el partido Fuerza Compromiso Social en las Elecciones seccionales de Ecuador de 2019, donde obtuvo el segundo lugar con el 17,4%, de los votos.

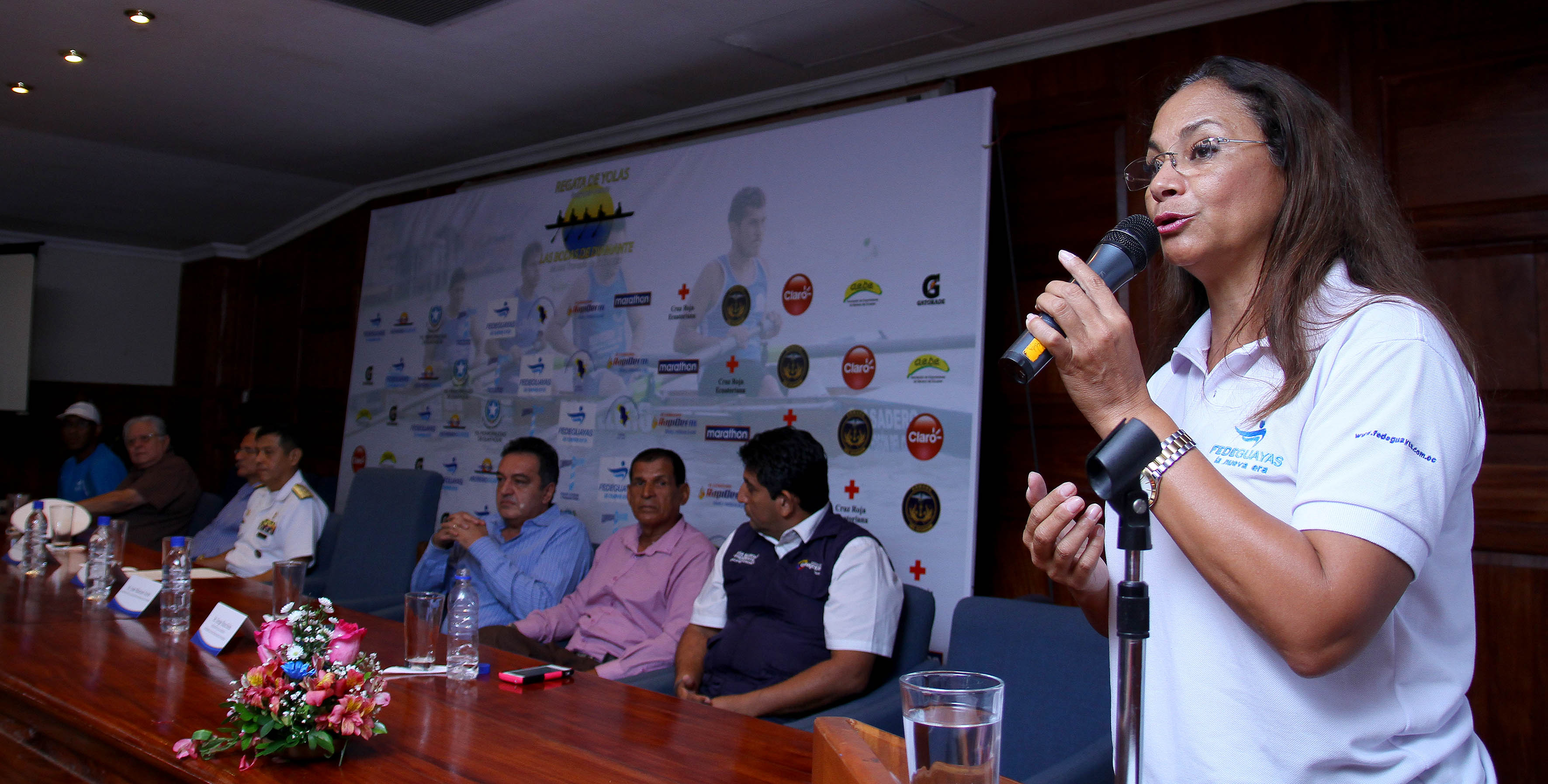
Pierina Correa en marzo de 2015.

En 2011 es electa presidenta de la Federación Deportiva del Guayas (FEDEGUAYAS), en calidad de representante del Gobierno por parte del Ministerio de Salud. Logró conseguir como presidenta de Fedeguayas, los más altos sitiales en los campeonatos nacionales que se desarrollaron en su gestión. Sin embargo, fue cesada de su cargo en enero de 2019 ya que la institución es intervenida por la Secretaría del Deporte, debido al mal estado de los escenarios deportivos que administra la entidad.

### Asambleísta
Participó como candidata a la Asamblea Nacional en las elecciones legislativas de 2021, donde encabezó la lista de asambleístas nacionales por la alianza Unión por la Esperanza y se convirtió en la asambleísta electa más votada.
En las elecciones legislativas de 2023, fue electa asambleísta nacional principal por el Movimiento Revolución Ciudadana, siendo una de los candidatos más votados.  El 17 de noviembre fue posesionada como tal, además, en su condición de ser la más votada presidió la sesión legislativa inaugural hasta la elección de Henry Kronfle.